# フレデリック・ヴィエノ
フレデリック・ヴィエノ（Frédéric VIENNOT　1973年 - ）は、フランス生まれのミュージシャンである。2004年以降、東京に在住。

## 経歴
1973年、フランスのグレイ市で生まれる。リヨン国立高等音楽院ジャズピアノ科の金メダル受賞後、ブルゴーニュジャズコンクールで優勝。エレクトロニック・ミュージック・グループ「Monsieur Charles」のメンバーとして、録音やライヴ活動を行う傍ら、ジャズシーンでは、フランスのジャズアーティストのFrançois Théberge、Lionel Belmondo、Tony Pagano、Eric Prostなどと共演する。
2004年より来日し、ライヴ演奏、フェスティヴァル出演、テレビコマーシャル録音、教育活動など、様々なミュージック・シーンで活動。クレモンティーヌ、Catia Werneck、アイス・サランユー、青木カレン、コモブチ　キイチロウ、MALTA、日比野則彦、Patrick Nugier、など、ジャズ、シャンソン、ボサノヴァ、エレクトロニカなど、幅広い分野のアーティストと様々な演奏活動を行っているほか、宝飾品、ファッション、化粧品などの世界的なラグジュアリーブランドや、ハイテクノロジー企業のイベントにも頻繁に出演している。
2005年のNHK教育テレビ番組「フランス語会話」ではレギュラーおよび音楽コーナー担当で出演。翌年の同番組では、オープニングとエンディング音楽も手掛けた。

## 現在進行中のプロジェクト
- Tokyo Groove Alliance（ワールドミュージック）
- Coppe′（エレクトロニカ ）
- Koyu+Frédéric（エレクトロ・デュオ）
- French Punch Trio（フレンチ・エレクトロニカ）